# Rhynchina crassiquamata
Rhynchina crassiquamata är en fjärilsart som beskrevs av George Francis Hampson 1910. Rhynchina crassiquamata ingår i släktet Rhynchina och familjen nattflyn. Inga underarter finns listade.